# Linophryne lucifer
Linophryne lucifer är en fiskart som beskrevs av Collett, 1886. Linophryne lucifer ingår i släktet Linophryne och familjen Linophrynidae. IUCN kategoriserar arten globalt som livskraftig. Inga underarter finns listade i Catalogue of Life.